# Nicolás Amasifuén
José Nicolás Amasifuén de Paz (Lima, 5 de julio de 2005) es un futbolista peruano. Juega de lateral izquierdo y su equipo actual es el Cienciano de la Liga1 de Perú. Es hermano menor del también jugador, Sebastián Amasifuén.

## Trayectoria

### Clubes
Comenzó su formación futbolística en las divisiones menores del Club Alianza Lima. En 2020, ascendió al equipo reservista, en el que permaneció durante tres años.
En 2022, formó parte del plantel de Alianza Lima que logró el título de la Liga1 en esa temporada. Junto a otros jóvenes como Sebastien Pineau y Juan Pablo Goicochea, Nicolás no logró debutar en el primer equipo. Sin embargo, en ese mismo año, fue parte del equipo que se coronó campeón del Torneo de Reservas. En 2023, firmó su primer contrato profesional con Alianza Lima, un acuerdo de tres años que lo vinculó al club hasta junio de 2025. Su debut oficial en el primer equipo ocurrió el 15 de abril de 2023, en una victoria 3-0 frente a Cantolao.
Debido a su limitada participación en el primer equipo, en agosto de 2024 fue cedido a préstamo a la Universidad César Vallejo hasta el final de la temporada. Al concluir su préstamo, regresó a Alianza Lima en 2025 para participar en la Liga1 y la Copa Libertadores. En febrero de ese año, se especuló sobre un posible acuerdo con el Slovacko de la Primera División de República Checa, aunque finalmente el fichaje no se concretó. En julio de 2025, tras finalizar su contrato con Alianza Lima, firmó con el Cienciano.

### Selección nacional

#### Selección nacional sub-20
Participó con la selección de fútbol sub-20 de Perú en el Campeonato Sudamericano de Fútbol Sub-20 de 2023, en el que disputó 4 partidos. De la misma forma, participó en los Juegos Suramericanos de 2022, torneo en el que disputó 3 partidos.

## Estadísticas
Datos actualizados hasta el 10 de abril de 2025
| Club                    | Div.          | Temporada     | Liga  | Liga  | Copas nacionales | Copas nacionales | Copas internacionales | Copas internacionales | Total | Total |
| Club                    | Div.          | Temporada     | Part. | Goles | Part.            | Goles            | Part.                 | Goles                 | Part. | Goles |
| ----------------------- | ------------- | ------------- | ----- | ----- | ---------------- | ---------------- | --------------------- | --------------------- | ----- | ----- |
| Alianza Lima · Perú     | 1.ª           | 2023          | 6     | 0     | Inexistente      | Inexistente      | 0                     | 0                     | 6     | 0     |
| Alianza Lima · Perú     | 1.ª           | 2024          | 0     | 0     | Inexistente      | Inexistente      | 0                     | 0                     | 0     | 0     |
| Alianza Lima · Perú     | Total club    | Total club    | 6     | 0     | Inexistente      | Inexistente      | 0                     | 0                     | 6     | 0     |
| U. César Vallejo · Perú | 1.ª           | 2024          | 7     | 0     | Inexistente      | Inexistente      | -                     | -                     | 7     | 0     |
| U. César Vallejo · Perú | Total club    | Total club    | 7     | 0     | Inexistente      | Inexistente      | -                     | -                     | 7     | 0     |
| Alianza Lima · Perú     | 1.ª           | 2025          | 1     | 0     | Inexistente      | Inexistente      | 1                     | 0                     | 2     | 0     |
| Alianza Lima · Perú     | Total club    | Total club    | 1     | 0     | Inexistente      | Inexistente      | 1                     | 0                     | 2     | 0     |
| Cienciano · Perú        | 1.ª           | 2025          | 0     | 0     | Inexistente      | Inexistente      | 0                     | 0                     | 0     | 0     |
| Cienciano · Perú        | Total club    | Total club    | 0     | 0     | Inexistente      | Inexistente      | 0                     | 0                     | 0     | 0     |
| Total carrera           | Total carrera | Total carrera | 14    | 0     | Inexistente      | Inexistente      | 1                     | 0                     | 15    | 0     |

## Palmarés

### Campeonatos nacionales
| Título                    | Club         | País | Año  |
| ------------------------- | ------------ | ---- | ---- |
| Primera División del Perú | Alianza Lima | Perú | 2022 |
| Torneo Clausura           | Alianza Lima | Perú | 2022 |
| Torneo Apertura           | Alianza Lima | Perú | 2023 |